# David Zabolotny
David Zabolotny (* 31. März 1994 in Frankfurt am Main) ist ein deutsch-polnischer Eishockeytorwart, der seit Juli 2025 beim TSV 1862 Erding aus der drittklassigen deutschen Oberliga unter Vertrag steht. Zuvor war Zabolotny hauptsächlich in der höchsten Spielklasse Polens, wo er für den JKH GKS Jastrzębie und KS Cracovia Kraków auflief.

## Karriere
David Zabolotny, der deutsch-polnischer Doppelstaatler ist, wurde in Frankfurt am Main geboren. Im Alter von fünf Jahren zog er nach Opole in Oberschlesien und begann in der Jugend von Orlik Opole mit dem Eishockeysport. Im Jahr 2010 wechselte er auf die Nachwuchsakademie des polnischen Verbandes, mit deren Mannschaft er drei Jahre in der zweitklassigen I liga spielte. Nach seinem Wechsel zum JKH GKS Jastrzębie wurde er ab der Saison 2013/14 in der Polska Liga Hokejowa (PLH) eingesetzt, spielte aber 2014 auch für seinenJugendverein aus Opole in der I liga. Im Frühjahr 2015 erreichte Zabolotny, der als Ersatzmann von Przemysław Odrobny fungierte, mit Jastrzębie das Meisterschaftsfinale, verlor dort allerdings gegen den GKS Tychy. Nach dem Wechsel von Odrobny und der Verpflichtung von Mate Krešimir Tomljenović übernahm der Deutsch-Pole zur Spielzeit 2015/16 den Posten als Stammtorhüter in der inzwischen als Polska Hokej Liga (PHL) firmierenden höchsten Spielklasse Polens.
Nachdem Zabolotny seinen Stammposten über die Saison 2016/17 hinweg verloren hatte, wechselte er kurz nach dem Beginn des Spieljahres 2017/18 im Oktober 2017 in sein Geburtsland. Dort fand er im EV Lindau aus der drittklassigen Eishockey-Oberliga einen neuen Arbeitgeber für die folgenden beiden Spielzeiten. Anschließend schloss sich der Torhüter sich auf die Saison 2019/20 hin dem Ligarivalen Deggendorfer SC an. Zur Spielzeit 2020/21 erfolgte ein abermaliger Wechsel – diesmal von der Süd- in die Nord-Staffel der Oberliga zu den Hannover Indians. Nach fast vier Jahren in Deutschland kehrte Zabolotny im Sommer 2021 in die Polska Hokej Liga zurück, wo er vom KS Cracovia Kraków verpflichtet wurde. Bei Cracovia wurde er in den folgenden beiden Jahren als Ersatztorwart – zunächst hinter dem Russen Denis Perewostschikow, später dem Slowenen Rok Stojanovič – eingesetzt. Dennoch gewann er mit dem Klub in der Saison 2021/22 den IIHF Continental Cup, obwohl er im Super Final ohne Einsatz blieb. 
Im April 2023 zog es den Torwart erneut nach Deutschland, als er vom EHC Freiburg aus der DEL2 verpflichtet wurde. Dort bildete er in der Saison 2023/24 ein gleichberechtigtes Torhütertrio mit Patrik Červený und Luis Benzing. Zur Spielzeit 2024/25 wechselte der Deutsch-Pole zum DEL2-Absteiger Bietigheim Steelers in die Oberliga. Dort fungierte er im Saisonverlauf als Ersatzmann des Deutsch-Kanadiers Olafr Schmidt. Durch den Gewinn der Oberliga-Meisterschaft gelang Zabolotny und den Steelers die sofortige Rückkehr in die zweithöchste Spielklasse. Anschließend wechselte er zum TSV 1862 Erding, mit dem er ebenfalls in der Oberliga spielen wird.

### International
Für Polen nahm Zabolotny im Juniorenbereich zunächst an der U18-Junioren-Weltmeisterschaft der Division IB 2012 teil. Im Anschluss bestritt der Torwart die U20-Junioren-Weltmeisterschaften der Jahre 2013 in der Division IB und – nach dem Aufstieg im Vorjahr – 2014 in der Division IA. Bei beiden Turnieren fungierte Zabolotny als unangefochtene Nummer 1 im Tor der polnischen U20-Auswahl. Mit seinen Leistungen hatte er maßgeblichen Anteil am Aufstieg. Im folgenden Jahr, als er zum besten Spieler seiner Mannschaft gewählt wurde, konnte er den sofortigen Wiederabstieg jedoch nicht verhindern.
Sein Debüt in der A-Nationalmannschaft gab Zabolotny, der in der Saison 2017/18 erstmals nominiert worden war, bei der Weltmeisterschaft der Division IB 2022, als er beim 10:2-Erfolg gegen Serbien den etatmäßigen Torhüter John Murray vertrat. Am Ende der Welttitelkämpfe stand nach dem Turniersieg der Aufstieg in die Division IA. Bei der Weltmeisterschaft der Division IA 2023, als den Polen nach mehr als zwanzig Jahren erstmals wieder der Aufstieg in die Top-Division gelang, stand er erneut im polnischen Kader, kam aber hinter Murray und Maciej Miarka nicht zum Einsatz. Im folgenden Jahr kam der Schlussmann bei der Weltmeisterschaft 2024 zu drei Spielen. Weitere Einsätze absolvierte Zabolotny im Rahmen der Vor-Qualifikation für die Olympischen Winterspiele 2026 im italienischen Mailand sowie beim Baltic Challenge Cup 2023.

## Erfolge und Auszeichnungen
- 2015 Polnischer Vizemeister mit dem JKH GKS Jastrzębie
- 2022 IIHF-Continental-Cup-Gewinn mit dem  KS Cracovia Kraków
- 2025 Oberliga-Meister und Aufstieg in die DEL2 mit den Bietigheim Steelers

### International
- 2013 Aufstieg in die Division IA bei der U20-Junioren-Weltmeisterschaft der Division IB
- 2022 Aufstieg in die Division IA bei der Weltmeisterschaft der Division IB
- 2023 Aufstieg in die Top-Division bei der Weltmeisterschaft der Division IA

## Karrierestatistik
Stand: Ende der Saison 2024/25

### International
Vertrat Polen bei:
| - U18-Junioren-Weltmeisterschaft der Division IB 2012 - U20-Junioren-Weltmeisterschaft der Division IB 2013 - U20-Junioren-Weltmeisterschaft der Division IA 2014 - Weltmeisterschaft der Division IB 2022 | - Weltmeisterschaft der Division IA 2023 - Qualifikationsturnier für die Olympischen Winterspiele 2026 - Weltmeisterschaft 2024 |

(Legende zur Torhüterstatistik: GP oder Sp = Spiele insgesamt; W oder S = Siege; L oder N = Niederlagen; T oder U oder OT = Unentschieden oder Overtime- bzw. Shootout-Niederlage; Min. = Minuten; SOG oder SaT = Schüsse aufs Tor; GA oder GT = Gegentore; SO = Shutouts; GAA oder GTS = Gegentorschnitt; Sv% oder SVS% = Fangquote; EN = Empty Net Goal; 1 Play-downs/Relegation; Kursiv: Statistik nicht vollständig)